# 가면라이더 덴오
가면라이더 덴오(일본어: 仮面ライダー電王 카멘라이다 덴오우[*], 영어: Masked Rider Den-O)는 일본 토에이의 특수촬영 드라마인 가면라이더 시리즈의 17번째 작품이자, 헤이세이 시대 8번째 작품이다. 2007년 늦여름에 출시된 극장판 이외에도 여러 극장판과 OVA가 제작되었으며, 이는 역대 가면라이더 시리즈 중 가장 많은 수이며 2010년 6월에는 다섯번째 극장판이 발표되었다. 작품의 캐치프라이즈는 시간을 넘어서, 이 몸 등장!(일본어: 時を超えて 俺、参上! 도키오 코에테 오레 산조![*])과 시간의 열차 덴라이너, 다음 역은 과거인가? 미래인가?(일본어: 時の列車デンライナー!次の駅は過去か?未来か? 도키노 렛샤 덴라이나! 쓰기노 에키와 가코카? 미라이카?[*])이다.

## 이매진
이매진(일본어: イマジン 이마진[*])은 미래에서 온 괴수이다. 미래에서 2007년(현재)으로 오게 되면서 자신의 형태를 갖출 수 없게 되기 때문에, 누군가의 몸에 들어가 소원을 이루어주는 대신 그 사람의 기억 하나를 가져가는 일종의 계약을 맺어, 그 사람의 기억을 통해 실체화하여 과거를 바꿀 수 있다. 자기 의지를 가지고 있으며, 대부분은 '누군가'의 지령을 받지만 일부 이매진들은 '누군가'의 지령을 받는 다른 이매진들과 대립하기도 한다.

## 시간의 열차
- 덴라이너 ■■■■
- 제로라이너 ■■
- 킹라이너 ■

## 에피소드
1. 이 몸, 등장! (일본어: 俺、参上！ 오레, 산조![*])
2. 라이드 온 타임 (일본어: ライド・オン・タイム 라이도 온 타이무[*])
3. 무법자 모모타로 (일본어: アウトロー・モモタロー 아우토로 모모타로[*])
4. 오니는 밖으로! 나는 진지하다 (일본어: 鬼は外！僕はマジ 오니와 소토! 보쿠와 마지[*])
5. 나한테 낚여볼래? (일본어: 僕に釣られてみる？ 키미 보쿠니 츠라레테 미루?[*])
6. 사기꾼의 품격 (일본어: サギ師の品格 사기시노 힌카쿠[*])
7. 젤러시 봄버 (일본어: ジェラシー・ボンバー 제라시 본바[*])
8. 슬픈 멜로디, 사랑의 메모리 (일본어: 哀メロディ・愛メモリー 카나시 메로디 아이노 메모리[*])
9. 내 강함에 네가 울었다 (일본어: 俺の強さにお前が泣いた 오레노 츠요사니 오마에가 나에타[*])
10. 하나에 폭풍의 특이점 (일본어: ハナに嵐の特異点 하나니 아라시노 토쿠이텐[*])
11. 폭주·망상·안개꽃 (일본어: 暴走・妄想・カスミ草 보소 무소 카스미소[*])
12. 달려라 타로스! (일본어: 走れタロス！ 하시레 타로스![*])
13. 괜찮아? 대답은 듣지 않아 (일본어: いい？答えは聞いてない 이이? 코타에와 키이테나이[*])
14. 댄스 위드 드래곤 (일본어: ダンス・ウィズ・ドラゴン 단스 위즈 도라곤[*])
15. 배스 잭 패닉 (일본어: 銭湯（バス）ジャック・パニック 바스 잣쿠 파닛쿠[*])
16. 행복의 별, 범인의 항복 (일본어: 幸福の星、降伏の犯人（ホシ） 코후쿠노 호시, 혼닌노 호고쿠[*])
17. 저 사람은 지금! 이미 과거? (일본어: あの人は今！も過去？ 아노 히토와 이마! 모 카코?[*])
18. 회중시계의 약혼자 (일본어: 時計じかけの婚約者（フィアンセ） 토케이 지카케노 휘안세[*])
19. 그 남자, 제로의 스타트 (일본어: その男、ゼロのスタート 소노 오토코, 제로노스 스타토[*])
20. 미리 말해두지 (일본어: 最初に言っておく 사키니 잇테 오쿠[*])
21. 싸움의 방식 (일본어: ケンカのリュウ儀 켄카노 류기[*])
22. 놓칠 수 없는 미래 (일본어: ハナせない未来 하나세나이 미라이[*])
23. 왕자 강림, 무례하다! (일본어: 王子降臨、頭が高い！ 오쟈 코린! 즈가 타카이![*])
24. 굿바이 왕자의 라라바이 (일본어: グッバイ王子のララバイ 굿바이 오지노 라라바이[*])
25. 클라이맥스 더블 점프 (일본어: クライマックスＷ（ダブル）ジャンプ 쿠라이맛쿠스 다브루 잔푸[*])
26. 신의 노선에의 티켓 (일본어: 神の路線へのチケット 카미노 로센에노 치켓토[*])
27. 다이아몬드를 흩뜨리는 엄니 (일본어: ダイヤを乱す牙 다이야오 미다스 키바[*])
28. 너무 운 좋은, 너무 즐거운, 너무 이상한 (일본어: ツキすぎ、ノリすぎ、変わりすぎ 쓰키스기, 노리스기, 카와리스기[*])
29. 러키 호러 쇼 (일본어: ラッキー・ホラー・ショー 랏키 호라 쇼[*])
30. 부인, 불꽃놀이 어때요? (일본어: 奥さん花火どう？ 오쿠산 하나비도오?[*])
31. 아이 니드 유 (일본어: 愛（アイ）・ニード・侑（ユウ） 아이 니도 유우[*])
32. 막차 카드 제로! (일본어: 終電カード・ゼロ！ 슈덴 카도 제로![*])
33. 타임 트러블러 코하나 (일본어: タイムトラブラー・コハナ 타이무 토로브라 코하나[*])
34. 시간의 틈의 피아니스트 (일본어: 時の間（はざま）のピアニスト 토키노 하자마노 피아니스토[*])
35. 비극의 부활 카드 제로 (일본어: 悲劇の復活カード・ゼロ 히게키노 훗카츠 카도 제로[*])
36. 홀리지 않고, 떨어지지 않고, 전차 베기! (일본어: 憑かず、離れず、電車斬り！ 츠카즈, 하나레즈, 덴샤기리![*])
37. 나, 그런 얼굴 하고 있지 않아? (일본어: 俺、そういう顔してるだろ？ 오레, 소우 카오 시테루다로?[*])
38. 전차 속의 전차왕 (일본어: 電車の中の電車王 덴샤노 나카노 덴샤오[*])
39. 그리고 라이더도 사라졌다 (일본어: そしてライダーもいなくなる 소시테 라이다모 나쿠났다[*])
40. 체인지 이매진 월드 (일본어: チェンジ・イマジン・ワールド 첸지 이마진 와루도[*])
41. 캔디 스캔들 (일본어: キャンディ・スキャンダル 캰디 스캰다루[*])
42. 추억 업데이트 (일본어: 想い出アップデート 오모이데 앗푸데토[*])
43. 섬싱 미싱 (일본어: サムシング・ミッシング 사무신구 밋신구[*])
44. 결의의 싱글 액션 (일본어: 決意のシングルアクション 케츠이노 신구루 앗쿠숀[*])
45. 되살아나는 공백의 하루 (일본어: 甦る空白の一日 요미가에루 쿠하쿠노 이치니치[*])
46. 지금 밝혀지는 사랑과 진실 (일본어: 今明かす愛と理（ことわり） 이마 아카스 아이토 신질스[*])
47. 내 최후에 네가 울었다 (일본어: 俺の最期にお前が泣いた 오레노 사이고니 오마에가 나에타[*])
48. 모순된 이별…(일본어: ウラ腹な別れ・・・ 우라하라나 와카레[*])
49. 클라이맥스는 계속된다 어디까지나 (일본어: クライマックスは続くよどこまでも 쿠라이맛쿠스와 츠츠쿠요 도코마데모[*]

## 극장판
덴오는 종영 이후에도 인기로 인하여 여러 개의 극장판을 제작하였다. 가장 최근에 개봉한 극장판은 2010년 5월 22일, 6월 5일, 6월 19일에 개봉한 초덴오 트릴로지이다

### 이 몸, 탄생!
극장판 가면라이더 덴오: 이 몸, 탄생!(일본어: 劇場版　仮面ライダー電王　俺、誕生！ 게키조반 카멘라이다 덴오우 오레, 탄조![*])은 2007년 8월 4일에 일본에서 개봉하였다. 덴라이너를 훔쳐 에도 시대로 넘어가, 금단의 열차인 가오라이너를 얻어 모든 시간과 우주를 지배하려는 가오라는 인물이 등장한다. 수권전대 게키레인저 극장판 네이네이! 호우호우! 홍콩 대결전과 동시에 개봉하였으며, 영화 시작 전에 "모모타로스의 여름 방학"(일본어: モモタロスの夏休み 모모타로스노 나쓰야스미[*])이라는 짤막한 애니메이션이 상영된다.

### 클라이맥스 데카
극장판 가면라이더 덴오 & 키바: 클라이맥스 데카(일본어: 劇場版　仮面ライダー電王＆キバ　クライマックス刑事（デカ） 게키조반 카멘라이다 덴오우 안도 키바 크라이맛쿠스 데카[*])는 2008년 4월 12일 일본에서 개봉하였다. 덴오의 등장인물과 가면라이더 키바의 등장인물이 만난다는 내용이다. 영화 시작 전에 "모모타로스의 '힘차게 가보자!'"(일본어: モモタロスのキバっていくぜ！ 모모타로스노 키밧테 이쿠제![*])라는 짤막한 애니메이션이 상영된다. 클라이맥스 데카는 극장판 및 DVD 판매에서 7억 3천엔의 수익을 기록하였다.

### 파이널 카운트다운
극장판 사라바 가면라이더 덴오: 파이널 카운트다운(일본어: 劇場版　さらば仮面ライダー電王　ファイナル・カウントダウン 게키조판 카멘라이다 덴오 화이나루 카운토다운[*])은 2008년 10월 4일 일본에서 개봉하였다. 가면라이더 뉴 덴오(일본어: 仮面ライダーＮＥＷ電王 카멘라이다 뉴 덴오우[*]), 가면라이더 유키(일본어: 仮面ライダー幽汽 카멘라이다 유우키[*]) 등의 라이더가 새로 등장하며, 테디(일본어: テディ 테디[*]), 고스트 이매진 (일본어: ゴーストイマジン 고스토 이마진[*]), 팬텀 이매진(일본어: ファントムイマジン 환토므 이마진[*]), 섀도 이매진(일본어: シャドウイマジン 샤도우 이마진[*]) 등의 이매진들도 출현한다. 영화 시작 전에 "이매진 아니메: 모모타로스여 영원히 - 이매진 종착역/극장판"(일본어: イマジンあにめ「モモタロスよ永遠に　－イマジン終着駅－／劇場版」 이마진 아니메 모모타로스요 토와니 - 이마진 슈챠쿠에키 /게키조반[*])이라는 짤막한 애니메이션이 상영된다. 파이널 카운트다운의 개봉으로 덴오는 역대 가면라이더 시리즈 중 최초로 세 번째 극장판을 개봉한 작품이자, 주인공 '노가미 료타로' 역을 맡았던 배우 '사토 타케루'가 가면라이더 시리즈에 출연한 마지막 작품이 되었다.
현제 헤이세이 파이널 제네레이션즈에 출연함으로써 사토 타케루는 한번 더 출연하게 된다.

### 초덴오 시리즈
2009년 1월 29일 도에이는 2009년 4월 가면라이더 덴오의 네 번째 극장판이 개봉한다고 밝혔다. 2009년 2월 9일, 도에이는 새로운 덴오의 극장판 브랜드를 "초덴오 시리즈"(일본어: 「超・電王」シリーズ 초덴오우 시리즈[*])로 명명하였다.뉴 덴오 라고도 불린다.

#### 도깨비 섬의 전함
초덴오 시리즈의 첫 번째 작품은 극장판 초 가면라이더 덴오 & 디케이드 네오 제너레이션: 도깨비 섬의 전함(일본어: 劇場版 超・仮面ライダー電王＆ディケイド ＮＥＯ ジェネレーションズ 鬼ヶ島の戦艦 게키조판 초 카멘라이다 덴오 안도 디케이도 네오 제네레이숀즈 오니가시마노 센칸[*])이다. 2009년 5월 1일 일본에서 개봉하였으며, 가면라이더 디케이드 '덴오의 세계'에서 내용이 이어지며, 작 중 출연하는 캐릭터인 '사쿠라이 유우토(제로노스)'의 과거가 주제였다.

#### 초덴오 트릴로지
가면라이더 X 가면라이더 X 가면라이더 더 무비: 초덴오 트릴로지(일본어: 仮面ライダー×仮面ライダー×仮面ライダー　THE MOVIE 超・電王トリロジー 카멘라이다 카멘라이다 카멘라이다 자 무비 초 덴오 토리로지[*])는 2010년 5월 22일부터 6월 19일까지 4주 동안 순차로 개봉한 초덴오 시리즈의 두 번째 극장판이다. 에피소드 레드, 블루, 옐로로 나뉘는데, '레드'에서는 가면라이더 제로노스의 이야기가, '블루'에서는 가면라이더 뉴 덴오의 이야기가, 옐로에서는 가면라이더 디엔드의 이야기가 전개된다.

## 다른 미디어 매체

### 신짱 스페셜
2007년 8월 3일 크레용 신짱(짱구는 못말려)의 스페셜 에피소드로 방송되었다. 신짱(짱구)이 덴라이너의 료타로, 하나, 나오미, 차장, 그리고 모모타로스를 만난다는 내용이다. 제목은 크레용 신짱 한여름의 밤에 이 몸 등장! 태풍을 부르는 덴오 VS 신오 60분 스페셜!!(일본어: クレヨンしんちゃん　真夏の夜に　オラ　参上！　嵐を呼ぶ　電王ＶＳしん王　６０分スペシャル！！ 크레욘 신찬 마나카노 요루니 오라 산조! 아라시오 요부 덴오 VS 신오 로쿠주분 스페샤루[*])으로 명명되었다. 같은 해 12월에 재방송된 후, 신짱과 네네(유리)가 덴오와 수권전대 게키레인저의 출연진을 다시 만나게 되며, 후속작인 가면라이더 키바, 염신전대 고온저가 소개된다.

### 만화
사카이 타카유키(일본어: 坂井 孝行)가 연재하는 만화판은 소학일년생 (일본어: 小学一年生 쇼가쿠 이치넨세이[*])에 2007년 11월부터 연재되기 시작하였다.

### 하이퍼 배틀 DVD
44화와 45화 사이의 이야기를 다루고 있는 《가면라이더 덴오: 노래하며 춤추며 대특훈!!》 (일본어: 仮面ライダー電王 うたって、おどって、大とっくん!! 카멘라이다 덴오 우탓테 오돗테 다이톳쿤[*])은 노가미 료타로가 더욱 강해지기 위하여 이매진들로부터 훈련을 받는다는 내용을 담고 있다. 료타로는 훈련 중 스파이더 이매진, 울프 이매진, 앤트호퍼 이매진의 습격을 받고, 라이너 폼으로 변신하여 이들을 쓰러뜨린다.

### 이매진 아니메
가면라이더 덴오 콜렉션 DVD "이매진 아니메"(일본어: 仮面ライダー電王 コレクションＤＶＤ「イマジンあにめ」 카멘라이다 덴오우 코레쿠숀 디부이디 이마진 아니메[*])는 TV 아사히, 이시노모리 프로덕션, ADK, 도에이가 합작 제작한 덴오의 OVA판으로, 료타료의 동료 이매진들이 SD판으로 바뀌어 주인공으로 등장하는 작품이다. 한편 울프 이매진과 고스트 이매진이 등장하는 이매진 아니메의 두 번째 작품은 2008년 11월 22일에 공개되었다. 그리고 세 번째판은 2010년 10월 21일 공개되었으며, 1개 에피소드는 3D로 제작되었다.
1탄
1. 모모타로스의 복숭아 동자 (일본어: モモタロスのももたろう 모모타로스노 모모타로[*])
2. 우라타로스의 빈둥거리며 쉬기 (일본어: ウラタロスのずるやすみ 우라타로스노 즈루야스미[*])
3. 킨짱의 첫 사랑 (일본어: キンちゃんの初恋 킨찬노 하츠코이[*])
4. 류타로의 비밀 (일본어: リュウタローのひみつ 류타로노 히미츠[*])
5. 데네브 캔디는 어떻게 만들까? (일본어: デネブキャンディができるまで？ 데네부 캰디가 데키루마데?[*])
6. 마지 마지 마지크 (일본어: マージマジ・マジーク 마-지마지 마지-크[*])
7. 모모타로스의 복숭아 동자 파트 2 (일본어: モモタロスのももたろう・パート２ 모모타로스노 모모타로 파토 츠[*])
8. 여동생으로부터의 편지 (일본어: お姉ちゃんからの手紙 오네에찬카라노 테가미[*])
9. 수퍼 닥터 모모 (일본어: スーパードクター・モモ 스파 도쿠타 모모[*])
10. 이매진 우주 여행 (일본어: イマジン宇宙旅行 이마진 우추 료코[*])

2탄
1. 테루테루 류타 (일본어: てるてるリュウタ 테루테루 류타[*])
2. 킨짱의 훗사리 (일본어: キンちゃんのふっさり 킨짱노 훗사리[*])
3. 모모타로스의 꽃점 (일본어: モモタロスの花占い 모모타로스노 하나우라나이[*])
4. 캐치프라이즈를 생각해보자 (일본어: 決めゼリフを考えよう 키메제리후오 칸가에요우[*])
5. 우라상은 명탐정! (일본어: ウラさんは名探偵！ 우라산와 메이탄테이![*])
6. 힘내라 울프! (일본어: がんばれウルフ！ 간바레 우루후![*])
7. 이매진 마트 (일본어: イマジンマート 이마진 마토[*])
8. 지크는 괜찮다아(일본어: ジークはだいじょうぶだぁ 지쿠와 다이조부다아[*])
9. 바보 모모 VS 참견꾼 여자(일본어: バカモモVSハナクソ女 바카모모 타이 하나쿠소온나[*])
10. 도큐먼트: 더 전차 라이더 (일본어: ドキュメント・ザ・電車ライダー 도큐멘토 자 덴샤라이다[*])
11. 우라시마 타로 (일본어: ウラ島太郎 우라시마 타로[*])
12. 모모타로스여 영원히: 이매진 종착역 (일본어: モモタロスよ永遠に　～イマジン終着駅 모모타로스요 토와니 ~ 이마진 슈차쿠에키[*])

3탄
1. 모모타로스의 푸딩집 주인 양반 (일본어: モモタロスのプリン屋さん 모모타로스노 푸린야산[*])
2. 이매진 인 원더라 인도(일본어: イマジン イン ワンダーラインド 이마진 인 완다라 인도[*])
3. 구글해! 킨타로 (일본어: ぐぐれ!金太郎 구구레! 킨타로[*])
4. 이 몸, 전염! (일본어: 俺、伝染! 오레, 덴센![*])
5. 가면라이더 비밀방 (일본어: 仮面ライダー秘密部屋 카멘라이다 히미츠헤야[*])
6. 에피소드 레드 유토의 일생 (일본어: EPISODE RED ユートの一生 에피소도 레도 유토노 잇세이[*])
7. 에피소드 블루 테디 씨는 명탐정! (일본어: EPISODE BLUE テディさんは名探偵! 에피소드 부루 테디산와 메탄테![*])
8. 에피소드 옐로 이매진 아니메 3D (일본어: EPISODE YELLOW イマジンあにめ3D 에피소도 이에로 이마진 아니메 스리디[*])
9. 이매진 일가 표류기 (일본어: イマジン一家漂流記 이마진 잇케 효류키[*])
10. 류타로스와 가을의 꽃 (일본어: リュウタロスと秋の花 류타로스토 아키노 하나[*])
11. J-MEN의 푸딩집 주인 양반 (일본어: J-MENのプリン屋さん 제이만노 푸린야산[*])
12. 네게도 보이는 울○라의 별 (일본어: きみにも見えるウル○ラの星 키미니모 미에루 우루O라노 호시[*])

### 모모타로스의 새빨간 성의 왕
료타로의 이매진들이 가면라이더 키바: 마계성의 왕을 패러디한 모모타로스의 새빨간 성의 왕(일본어: モモタロスのまっかっか城の王 모모타로스노 맛카나 조노 오[*])는 4개의 에피소드로 구성된, 1분 정도의 짤막한 애니메이션으로 공개되었다. 이들은 염신전대 고온저가 사용하는 차량인 '긴지로'를 타고 여행한다. 2008년 7월 20일부터 8월 3일까지 가면라이더 키바의 방송이 끝난 직후 방영되었으며, 키바의 극장판과 염신전대 고온저: Boom! Boom! Bang! Bang! 극장Bang!를 홍보하는 장면도 등장한다. 네 번째 에피소드는 이 두 극장판의 상영 뒤에 2분 짜리로 방영되었다.
1. 마계성의 수수께끼를 풀어라! (일본어: 魔界城の謎を解け！ 마카이조노 나조오 토케![*])
2. 사무라이 월드의 전사 (일본어: サムライワールドの戦士 사무라이 와루도노 센시[*])
3. 싸워라! 괴인 군단 (일본어: 戦え！怪人軍団 타타카에! 카이진 군단[*])
4. 모모타로스의 새빨간 성의 왕 (일본어: モモタロスのまっかっか城の王 모모타로스노 맛카나 조노 오[*])

### 1971년 4월 3일
수퍼 이매지네이티브 초고킨(S.I.C) 히어로 사가에서 출판하는 몬틀리 호비 저팬 매거진의 소설판 덴오 작품으로, 공식 타이틀은 가면라이더 덴오: 1971년 4월 3일(일본어: 仮面ライダー電王 -1971年4月3日- 카멘라이다 덴오우: 이치센큐햐쿠나나주이치넨 시가쓰 밋카[*])이다. 2008년 12월부터 2009년 10월까지 연재하였으며, 클라이맥스 데카로부터 이어지는 이야기로 초대 가면라이더의 악당 집단인 쇼커의 대수령, 그리고 가면라이더 네거 덴오와 대결하는 내용이다. 가면라이더 제로노스와 1970년대 ~ 80년대 라이더 (쇼와 라이더)들도 동료로 등장한다.
각 화 제목
1. 부활의 이매진 (일본어: 復活のイマジン 훗카츠노 이마진[*])
2. 네가타로스 군단 (일본어: ネガタロス軍団 네가타로스 군단[*])
3. 쇼커 수령 (일본어: ショッカー首領 숏카 슈료[*])
4. 붙잡힌 사쿠라이 유토 (일본어: 囚われの桜井侑斗 토라와레노 사쿠라이 유토[*])
5. 5+1 (일본어: ５＋１ 고 타스 이치[*])
6. 동료 (일본어: 仲間 나카마[*])
7. 정체 (일본어: 正体 쇼타이[*])
8. 대수령 간세키 (일본어: 岩石大首領 간세키 다이슈료[*])
9. 일곱 라이더 (일본어: ７人ライダー 시치닌 라이다[*])
10. 열 라이더 (일본어: １０人ライダー 주닌 라이다[*])
11. 덴라이너의 차창에서 (일본어: デンライナーの車窓から 덴라이나노 샤소카라[*])

### 덴라이너, 우주로!
가면라이더 키바 & 덴오: 덴라이너, 우주로!(일본어: 仮面ライダーキバ＆電王 デンライナー、宇宙へ！ 카멘라이다 키바 안도 덴오우 덴라이나 우추에[*])는 키바와 덴오의 등장인물들이 가고시마현 가고시마시립 과학관의 천체관을 방문한 어린이들에게 우주에 대해 가르쳐주는 내용의 특별 프로그램이다. 2009년 1월 2일부터 3월 30일까지 상영되었다.

### 패러디
가면라이더 덴오는 비슷한 시기에 방영된 몇몇 애니메이션에서 패러디 요소로 사용되었다.
- 개구리 중사 케로로(일본어: ケロロ軍曹 케로로 군소[*]) 169화의 제목은 "'우레레: 전차의 임금님'입니다"(일본어: ウレレ 電車の王様 であります 우레레 덴샤노 오사마데 아리마스[*])이며, 케론별 사람이 덴라이너의 컨트롤과 유사한 탄환 열차를 조종하고 있다. 중심 인물인 '우레레'는 모모타로스의 대사인 "이 몸, 등장!", "이 몸은 처음부터 클라이막스다!"(일본어: 僕は最初からクライマックスだよ！ 보쿠와 사이쇼카라 쿠라이맛쿠스다요![*]) 등의 대사를 사용하며, 성우 또한 모모타로스를 연기했던 세키 토시히코가 맡았다. 또한, 기로로는 "좋잖아? 좋잖아? 굉장하잖아?"(일본어: いーじゃん！いーじゃん！スゲーじゃん？！ 이이잔? 이이잔? 스게잔?[*])이라는 덴오의 오프닝 클라이맥스 점프의 가사를 흥얼거렸다. 케로로도 덴오의 오프닝을 자신의 "케로 라이너"로 다시 패러디했다.

- 하야테처럼!(일본어: ハヤテのごとく! 하야테노 고토쿠![*]) 16화에서는 덴라이너 고우카와 비슷한 열차를 타고 있는 모모타로스와 하나, 차장이 등장한다.

- 은혼 65화에서 오키타는 류타로스의 대사인 "쓰러뜨려도 괜찮아? 대답은 듣지 않겠지만!"(일본어: 倒してもいい？答えは聞いてないけど! 타오시테모 이이? 코타에외 키테나이케도![*])를 사용하며, 눈이 보라색으로 변한다. 89화에서도 같은 개그를 사용한다. 덧붙여 오키타의 목소리는 가면라이더 덴오에서 류타로스의 목소리를 연기한 스즈무라 켄이치가 연기했다.

## 평가
| 연도 | 매상 | 작품                |
| ---- | ---- | ------------------- |
| 2000 | 118  | 가면라이더 쿠우가   |
| 2001 | 94   | 가면라이더 아기토   |
| 2002 | 139  | 가면라이더 류우키   |
| 2003 | 120  | 가면라이더 555      |
| 2004 | 79   | 가면라이더 블레이드 |
| 2005 | 65   | 가면라이더 히비키   |
| 2006 | 71   | 가면라이더 카부토   |
| 2007 | 115  | 가면라이더 덴오     |
| 2008 | 85   | 가면라이더 키바     |

평균 시청률은 덴오까지의 2000년대 라이더 시리즈 중에서 최저를 기록했지만, 방영 기간 (2007년 1월 ~ 2008년 1월) 기간의 완구 및 CD, DVD 등의 수익은 호조세를 보여,DVD 제1권은 2000년대 라이더 작품 중 최고의 수익을 기록했다. 또, 극장판 공개 기념 토크 라이브를 수록한 DVD도 TV 시리즈와 함께 절찬리에 팔렸으며, 종영한 지 3년이 지난 2010년 현재까지도 여러 관련 상품 및 특별판이 제작되고 있다.
2008년 1월에 신주쿠 로프트프라스완에서 개최한 일본 오타쿠 대상 2007년에서는 구라타 마사즈미상(오타쿠 여성의 관심을 모은 것이 수상 이유)를 수상하였고, 도에이 프로듀서인 시라쿠라 신이치로가 '시라타로스'라는 이름으로 수상 소감을 남겼다. 또 같은 해 3월에는 제2회 성우 어워드에서 덴오의 성우진이 시너지상을 수상했다.

## 인간
- 노가미 료타로/가면라이더 덴오 일본배우는 사토 타케루/한국성우는 이상헌
- 하나 일본배우는 시라토리 유리코/한국성우는 서유리
- 나오미 일본배우는 아키야마 리나/한국성우:김성연
- 오너 일본배우는 이시마루 켄지로/한국성우는 박태호
- 노가미 아이리 일본배우는 마쓰모토 와카나/한국성우는 이미나
- 오카자키 세이기 일본배우는 나가타 아키라/한국성우:서원석
- 미우라 잇세이 일본배우는 우에노 료/한국성우는 박서진
- 사쿠라이 유토/가면라이더 제로노스 일본배우는 나카무라 유이치/한국성우는 류승곤
- 카이 일본배우는 이시구로 히데오/한국성우는 임경명

### 이매진
료타로와 동료인 네 명의 이매진의 목소리는 세키 토시히코, 유사 코지, 테라소마 마사키, 스즈무라 켄이치 등이 맡았고 코타로의 동료의 이매진은 오노 다이스케가 맡았으며, 가면라이더 덴오는 세이유상을 수상했다.
- 모모타로스/소드폼 일본성우는 세키 토시히코/한국성우는 변영희
- 우라타로스/로드폼 일본성우는 유사 코지/한국성우는 김장
- 킨타로스/액스폼 일본성우는 테라소마 마사키/한국성우는 박만영
- 류타로스/건폼 일본성우는 스즈무라 켄이치/한국성우는 신용우
- 데네브/베가폼 일본성우는 오오츠카 호우츄/한국성우는 박영재
- 지크/윙폼 일본성우는 미키 신이치로/한국성우는 송준석

### 슈트 배우
- 가면라이더 덴오/모모타로스 - 타카이와 세이지
- 우라타로스 - 에이토쿠
- 킨타로스 - 오카모토 지로
- 류타로스 - 오구라 토시히로
- 가면라이더 제로노스 - 이토 마코토
- 데네브 - 오시카와 요시후미
- 지크 - 나가세 나오키

### 특별 출연
- 테츠오 (1화 ~ 2화) - 오치아이 모토키
- 야마고시 유우 (3화 ~ 4화) - 나미오카 카즈키
- 사토 유미 (7화 ~ 8화) - 쿠리하라 히토미
- 혼조 마사루 (9화 ~ 10화) - 우치노 켄타
- 토야마 슈지 (13화 ~ 14화) - 우에다 슌
- 하카마다 슈지로 (15화 ~ 16화) - 오시바 하야토
- 사와다 유카 (17화 ~ 18화, 33화) - 미츠시마 히카리
- 가오 (25화 ~ 28화, 극장판 '이 몸, 탄생') - 와타나베 히로유키
- 테라사키 토오루 (30화) - 하야시 츠요시
- 야마구치 씨 (35화 ~ 36화) - 후루야 요이치

### 악의 이매진
- 배트 이매진 - 야나다 키요유키 (한국성우:서원석)
- 카멜레온 이매진 - 카네마루 쥰이치 (한국성우:심정민)
- 크러스트 이매진 - 츠쿠이 쿄세이
- 크로우 이매진 - 니시 린타로
- 라이노 이매진 - 코야마 츠요시
- 아이비 이매진 배우 - 소노베 케이치
- 오울 이매진 , 알비노레오 이매진 - 쿠로다 타카야 (한국성우:심정민)
- 웨일 이매진 - 타다노 요헤이
- 울프 이매진 - 히야마 노부유키 (한국성우:유호한)
- 젤리 이매진 - 나카오 류세이
- 토터스 이매진 , 팬더래빗 이매진 - 오치아이 코지
- 스콜피온 이매진 - 칸나 노부토시
- 스파이더 이매진 - 스즈키 치히로
- 몰렉 이매진 - 토쿠야마 히데노리
- 블러드서커 이매진 - 토비타 노부오
- 와스프 이매진 - 카시이 쇼우토
- 블루버드 이매진 - 호시노 미츠아키 (한국성우:심정민)
- 래빗 이매진 - 타카시나 토시츠구
- 앤트호퍼 이매진 - 세키 토모카즈, 토리우미 코스케
- 크라켄 이매진 - 이나다 테츠
- 몰 이매진 - 키리 다이스케, 사카구치 코이치, 사시누마 아키라
- 레오 이매진 - 야마지 카즈히로
- 스네일 이매진 - 카츠리기 나나호, 이리에 타카시
- 뉴트 이매진 - 유사 코지
- 겟코 이매진 - 스즈무라 켄이치
- 옥트 이매진 - 츠다 켄지로
- 아르마딜로 이매진 - 타가키 와타루
- 스노우맨 이매진 - 오오카와 토오루
- 데스 이매진 - 야나카 히로시
- 네가타로스 이매진 - 미도리카와 히카루

## 주제가.삽입곡
오프닝
climax jump (1화~39화) - AAA 고현호 이미나
climax jump DEN-LINER form (40화) - 모모타로스,우라타로스,킨타로스,류타로스
엔딩
Duble-Action (3화~) - 노래:노가미료타료 모모타로스
Double-Action Rod form (8화~) - 노래:노가미료타료 우라타로스
Double-action Ax form (15화~) - 노래:노가미료타료 킨타로스
Double-action Gun form (17화~) - 노래:노가미료타료 류타로스
Acton-ZERO (25화~) - 노래:사쿠라이 유토 데네브
Real-Action (36화~) - 노래:노가미료타료
그 외 삽입곡
Climax jump HIPHOP ver. (13,14,37,38화 등) - 노래:AAA DEN-O fom
Double-Action piano form (1-4) (33,33화)
Doble-Action coffee form (36화) - 노래:나오미,노가미아이리

## 수출
- 2009년, 대한민국에서 "가면라이더 덴오"라는 이름으로 더빙 방영되었으며, 같은 해에 관련 상품들도 대원씨아이를 통해 수출하였다.[31]

## 참고 문헌
- 〈DEN-O PERSPECTIVE 가면라이더 덴오 공식 독본〉, 《밀리언무크 06》지, 밀리언 출판, 2008년 3월. ISBN 978-4-8130-6206-6
- 니라사와 야스시, 《가면라이더 덴오 니라사와 야스시 이매진 웍스 SAY YOUR WISH》, 미디어팩토리, 2008년 6월. ISBN 978-4-8401-2344-0